# أمستردام (رواية)
أمستردام (بالإنجليزية: Amsterdam)‏ هي رواية للكاتب البريطاني إيان ماك إيوان، نشرت عام 1998. حاز بسببها على جائزة البوكر عام 1998.

## القصة
تدور الرواية حول اتفاقية للموت الرحيم بين صديقين، مؤلف موسيقي ومحرر صحفي، والذين تتحول علاقتهما إلى كارثة.

## روابط خارجية
- أمستردام (رواية) على موقع الموسوعة البريطانية (الإنجليزية)